# Evektor EV-55 Outback
Dimensions
L’Evektor EV-55 Outback est un bimoteur à aile haute, développé par la société tchèque Evektor et capable de transporter de 9 à 14 passagers ou 1 824 kg de marchandises en version cargo.
Il sera disponible en trois versions : passagers, cargo ou combi, c'est-à-dire une combinaison passagers-cargo. La vitesse de croisière prévue de l’appareil est de 220 nœuds à une altitude de 10 000 pieds. Il est motorisé par deux turbopropulseurs Pratt & Whitney Canada PT6A-21.
Le projet a été lancé en 2004 et le premier vol a eu lieu le 24 juin 2011 à Kunovice. Il a duré 30 minutes.